# Aserejé
Aserejé (anche nota come The Ketchup Song) è un brano del gruppo musicale spagnolo Las Ketchup, primo singolo estratto dal loro album d'esordio Hijas del Tomate.

## Descrizione
Il brano, singolo di debutto delle tre ragazze spagnole, ebbe un enorme successo mondiale sin dal momento della sua uscita nel 2002, diventando un tormentone estivo in tutto il mondo e vendendo milioni di copie; raggiunse il primo posto in tutte le classifiche di vendita dei singoli dei paesi in cui venne pubblicato, fatta eccezione per gli Stati Uniti. Nonostante il successo, il brano non riuscì a incrementare la notorietà dell'album dal quale venne estratto, Hijas del Tomate, esordio del gruppo.
Visto il grande successo, venne pubblicata anche una versione in inglese intitolata The Ketchup Song, che manteneva però il ritornello originale sul quale si basava la coreografia.
Il brano venne usato come colonna sonora del film natalizio del 2002 Natale sul Nilo di Neri Parenti e anche allo Zecchino d'Oro, dove fu ballato in chiusura della prima giornata dai bambini solisti. I coristi che cantano con il trio nella parte finale del singolo sono Lin Cortés, Manuel Ruiz Queco e il cantante italiano Giorgio Vanni, musicista, autore ed interprete di sigle delle serie animate.

### Significato del testo
Asereje è una novelty a causa del suo ritornello con liriche insensate, e ispirate alla prima strofa del brano Rapper's Delight dei Sugarhill Gang, cantata da qualcuno che, non capendo la lingua inglese, usa un testo improvvisato e privo di senso. In particolar modo la parola "Aserejé" corrisponderebbe alla prima frase del testo del brano Rapper's Delight, "I said a hip":
I said a hip hop the hippie, the hippieAserejé ja de jé de jebe
to the hip hip hop, a you don't stoptu de jebere sebiunouva
the rock it to the bang bang boogie say up jumped the boogiemajabi an de bugui
to the rhythm of the boogie, the beatan de buididipí
Questo è in parte spiegato nel testo stesso del brano, in cui si racconta di un gitano di nome Diego che arriva in una discoteca, dove il deejay, vedendolo e conoscendolo, decide di mettere la canzone preferita del gitano, appunto Rapper's Delight. Ascoltando il brano, Diego, non conoscendo l'inglese, inizia a cantarlo a modo suo.

## Video musicale
Del brano vennero distribuiti due video musicali. Il primo è ambientato in una spiaggia in cui le ragazze, dopo i preparativi, si cimentano nella coreografia seguite dalla folla; l'altro è invece ambientato all'interno di un locale e mostra le tre ragazze e la loro coreografia, ma questa volta senza il pubblico. La coreografia eseguita dalle componenti del gruppo nei due video è diventata anch'essa molto popolare, come il brano stesso. In entrambi i video il testo della canzone compare in sovrimpressione, come in modalità karaoke.

## Tracce
CD maxi
1. The Ketchup Song (Aserejé) (Spanglish Version) – 3:32
2. The Ketchup Song (Aserejé) (Spanish Version) – 3:32
3. The Ketchup Song (Aserejé) (Chiringuito Club Single Edit) – 3:41
4. The Ketchup Song (Aserejé) (Motown Club Single Edit) – 3:41

CD maxi
1. The Ketchup Song (Aserejé) (Crystal Sound Xmas mix) – 3:50
2. The Ketchup Song (Aserejé) (Karaoke Version) – 3:44
3. The Ketchup Song (Aserejé) (Chiringuito Club mix) – 5:30
4. The Ketchup Song (Aserejé) (Video - Crystal Sound Xmas mix)

## Classifiche
| Classifica (2002) | Posizione massima |
| ----------------- | ----------------- |
| Australia         | 1                 |
| Austria           | 1                 |
| Belgio (Fiandre)  | 1                 |
| Belgio (Vallonia) | 1                 |
| Croazia           | 10                |
| Danimarca         | 1                 |
| Europa            | 1                 |
| Finlandia         | 1                 |
| Francia           | 1                 |
| Germania          | 1                 |
| Giappone          | 15                |
| Grecia            | 1                 |
| Irlanda           | 1                 |
| Italia            | 1                 |
| Norvegia          | 1                 |
| Nuova Zelanda     | 1                 |
| Paesi Bassi       | 1                 |
| Paraguay          | 5                 |
| Polonia           | 1                 |
| Portogallo        | 1                 |
| Regno Unito       | 1                 |
| Spagna            | 1                 |
| Svezia            | 1                 |
| Svizzera          | 1                 |
| Ungheria          | 1                 |
| Venezuela         | 3                 |

### Classifiche di fine anno
| Classifica (2002) | Posizione |
| ----------------- | --------- |
| Australia         | 3         |
| Austria           | 2         |
| Belgio (Fiandre)  | 1         |
| Belgio (Vallonia) | 1         |
| Europa            | 1         |
| Finlandia         | 1         |
| Francia           | 1         |
| Germania          | 1         |
| Irlanda           | 3         |
| Italia            | 1         |
| Paesi Bassi       | 1         |
| Svezia            | 1         |
| Svizzera          | 1         |